# Great Horwood
Pour les articles homonymes, voir Horwood.
Great Horwood est une paroisse civile et un village du Buckinghamshire, en Angleterre.